# Ceroxys scutellata
Ceroxys scutellata är en tvåvingeart som först beskrevs av Macquart 1835.  Ceroxys scutellata ingår i släktet Ceroxys och familjen fläckflugor.
Artens utbredningsområde är Frankrike. Inga underarter finns listade i Catalogue of Life.